# Clarke Mills
Clarke Mills o Vanity Fair Mills es una histórica fábrica textil ubicada en Jackson, Alabama, Estados Unidos.

## Historia
Fue diseñado en estilo Moderne por H.B. Bieberstein. La instalación se completó en 1939 y fue ocupada por la Vanity Fair Corporation a lo largo de gran parte de su historia. Clarke Mills fue agregado al Registro Nacional de Lugares Históricos el 30 de abril de 1998.